# Radyně
Radyně är ett berg i Tjeckien.   Det ligger i regionen Plzeň, i den västra delen av landet, 80 km sydväst om huvudstaden Prag. Toppen på Radyně är 562 meter över havet, eller 180 meter över den omgivande terrängen. Bredden vid basen är 5,1 km.
Terrängen runt Radyně är huvudsakligen platt, men den allra närmaste omgivningen är kuperad.Runt Radyně är det ganska glesbefolkat, med 34 invånare per kvadratkilometer. Närmaste större samhälle är Plzeň, 9,7 km nordväst om Radyně. I omgivningarna runt Radyně växer i huvudsak blandskog.